# Szentmarjay Tibor
Szentmarjay Tibor (Somodor, 1921. július 17. – Eger, 2016. január 31.) labdarúgó, középhátvéd, edző.

## Pályafutása
A Ferencváros ifjúsági csapatában kezdte a labdarúgást. 1950-ben került Egerbe, ahol a másodosztályú Egri Építők középhátvédje volt. 1957-ben fejezte be az aktív labdarúgást. Utána edzőként tevékenykedett. A megyei másodosztályban szereplő Bervai Vasassal bajnokságot nyert. Dolgozott Egercsehiben és az Egri Előre együttesénél. Majd az Egri Dózsa vezetőedzője volt és az 1966-os másodosztályú bajnokságban ezüstérmet szerzett a csapattal és a város történetében először első csapata lett Egernek. 1967-ben az első osztályban is ő irányította a csapat szakmai munkáját. Az Egri Dózsa első élvonalbeli idénye után kiesett.
2011. augusztus 27. óta az egri stadion a nevét viseli: Szentmarjay Tibor Városi Stadion.

## Sikerei, díjai

### Edzőként
- Magyar bajnokság NB I/B
  - ezüstérmes: 1966